# گمینا سواوا
گمینا سواوا (به لهستانی:  Gmina Sława) یک گمینا در لهستان است که در شهرستان وسخووا واقع شده‌است. گمینا سواوا ۳۲۶٫۷۸ کیلومتر مربع مساحت و ۱۲٬۱۵۱ نفر جمعیت دارد.